# Slangerup Kirke
Slangerup Kirke eller Sct. Michaels Kirke, som den også er kendt som, er højt beliggende midt i Slangerup by.
Den første Skt. Mikaels Kirke i Slangerup var sandsynligvis et kapel i træ opført på kongsgården, der lå på nordbredden af Græse Å lidt vest for den nuværende Brobæksgade. Det kan måske dateres til midten af 800-tallet, og med en vis sandsynlighed til tiden omkring år 826, hvor kong Horik 1. havde givet missionsmunken, Ansgar, fra ærkebispesædet i Hamborg tilladelse til at rejse igennem hans riger og lande. Alternativt kan det dateres til senest Ansgars anden gennemrejse i 848.
I anden halvdel af 1000-tallet må kapellet været flyttet udenfor kongsgården til selve handelspladsen i centrum af Slangerup. Det har været tale om en mindre stavkirke i træ, som det kendes fra andre lignende kirker i denne tidsperiode. Navnet Skt. Mikaels Kirke, kan kun have fulgt med fra kongsgården, eftersom denne ærkeengel altid kun er knyttet til magtcentre.
Træ kirken blev efterfølgende erstattet af en mere kostbar teglstenskirke på den 55 meter høje bakke, hvor den nuværende kirke ligger.
Kirken blev ombygget flere gange for at tilpasse sig til tidens behov. Man ved med sikkerhed, at kirken blev genindviet den 13. november 1411 efter en større reparation og opførelse af et helt nyt tårn. Gennem mange år havde kirken en ringe indtægt, og den forfaldt stille og roligt.
I 1587 lånte byen 1000 daler af Kongen Frederik 2. til at bygge den nuværende kirke. Den stod færdig i 1588 og var det på det tidspunkt et af Danmarks største byggerier. Det var den kun 11-årige Christian 4., som drog til Slangerup for at genindvie kirken.

## Præster
Den mest kendte præst fra Slangerup Kirke er Thomas Kingo, som var præst her fra 1668 til 1677. Siden blev han biskop i Odense, men kirken anvender stadig flittigt hans salmer.

## Alteret
Altertavlen er fra 1612 og lavet af Statius Otto.
- Altertavle i Slangerup Kirke

## Prædikestolen
Mogens Henrichsen tilskrives alt træarbejdet i både stolen og himlen.
- Prædikestolen

## Døbefonten
Døbefonten er fra 1675, fremstillet i træ og prydes af 8 figurer som er dobbeltvæsner – halvt landdyr og halvt havdyr. Døbefonten er skænket af Borgmester Hans Atke og frue.
- Døbefont

## Eksterne kilder og henvisninger
- Wikimedia Commons har flere filer relateret til Slangerup Kirke
- Slangerup Kirke hos KortTilKirken.dk
- Slangerup Kirke hos danmarkskirker.natmus.dk (Danmarks Kirker, Nationalmuseet)